# 実効支配線

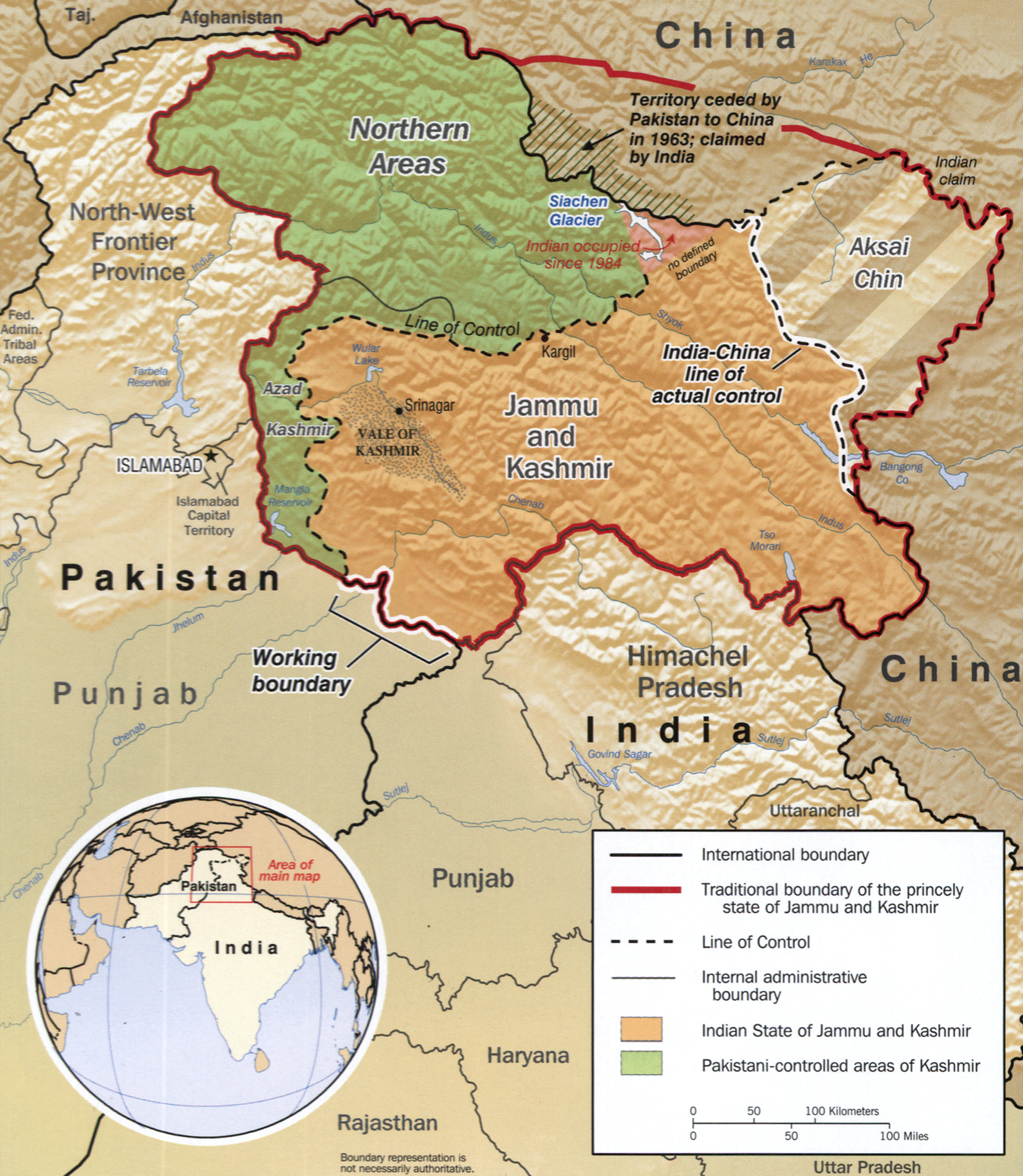
ヒマラヤ地域の中国支配地域とインド支配地域を分ける実効支配線（右上部の破線）。この線は、1962年の中印国境紛争の焦点となり、インドのジャワハルラール・ネルー首相が「草も生えない」と言った土地の支配を巡ってインド軍と中国軍が戦った。

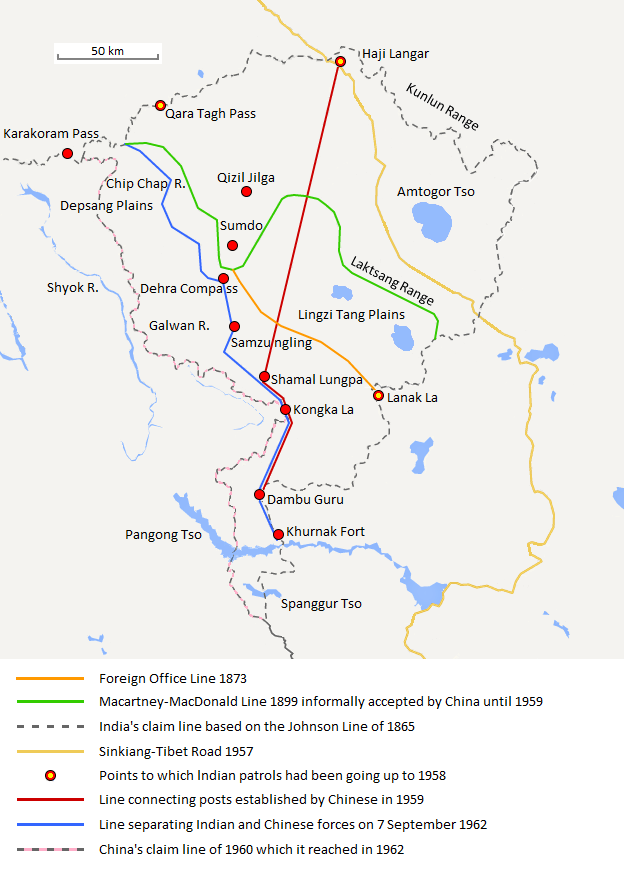
ヒマラヤ地域における中印両国が主張する国境、および、中印国境紛争中に領土を占領した中国軍の進展

実効支配線（じっこうしはいせん、LAC: Line of Actual Control）とは、かつてのジャンムー・カシュミール藩王国の領域において、1962年の中印国境紛争の後に設定されたインドと中華人民共和国との支配地域を分ける境界線である。
「実効支配線」という用語は、2つの意味で使用される。狭義では、中印間の国境紛争地帯のうち、西部の境界線のみを指す。この意味での実効支配線は、東の国境紛争地帯のマクマホンライン、およびそれらの間にある確定した国境とともに、事実上の中印国境を形成している。広義には、西部の境界線と東部のマクマホンラインの両方を指す。

## 概要
中印国境全体（西部の実効支配線、中央の確定した国境、東部のマクマホンライン）の長さは4,056 kmである。インド側は連邦直轄領のラダックとウッタラーカンド州・ヒマーチャル・プラデーシュ州・シッキム州・アルナーチャル・プラデーシュ州が、中国側はチベット自治区が接する。この境界線は、1962年の中印国境紛争以降、インドと中国の間の非公式の停戦ラインとして存在し、1993年に二国間協定により「実効支配線」として正式に認められた。ただし、中国の学者は、中国の周恩来首相が1959年10月24日付のインド首相ジャワハルラール・ネルー宛の書簡でこの言葉を最初に使用したと主張している。
中国とインドの間で公式の国境線の交渉は行われていないが、西部の国境線については、インド政府は今日でも1865年のアーダー＝ジョンソン線に類似した国境線を主張し、中国政府は1899年のマカートニー・マクドナルド線に類似した国境線を主張している。
1959年11月7日付の書簡で、周はネルーに、実効支配線は「東側のいわゆるマクマホンラインと、西側のそれぞれの側が実効支配する地域の線」で構成されていると述べた。1962年の中印国境紛争の間、ネルーは支配線を認めることを拒否した。「中国が言う『実効支配線』から20キロメートル撤退するという申し出は全く意味がない。この『支配線』(line of control) とは何なのか？ 彼らが9月の初めからの侵略によって作った線か？　露骨な軍事侵略によって40から60キロメートル前進し、そこから双方が20キロメートルずつ撤退すると申し出るのは、欺瞞的なからくりであって誰もだますことはできない。」
周は実効支配線について次のように回答した。「基本的には、1959年11月7日の時点で中国側とインド側の間にあった実効支配の線である。具体的には、東部では、いわゆるマクマホンラインと一致する。西部と中部では、主に中国が一貫して指摘している伝統的な慣行の線と一致している。」
「実効支配線」(LAC)という用語は、1993年と1996年に調印された中国とインドの協定で法的に認められた。1996年の協定では、「どちらの側の活動も実効支配線を超えてはならない」と規定されている。しかし、1993年の中印国境地帯の実効支配線周辺の和平と平穏の維持に関する協定では、「双方は、本協定における実効支配線への言及が、境界問題に関するそれぞれの立場を害さないことに同意する」と規定されている。
インド政府は、中国軍が毎年何百回も不法侵入を続けていると主張している。2013年、ダウラト・ベグ・オルディの南東30キロメートルの地点で、3週間にわたりインド軍と中国軍の間が緊張状態となった（2013年ダウラト・ベグ・オルディ事件）。インド軍が脅威に感じた、南に250キロメートル離れたチュマー近くの軍事施設を破壊するという中国の合意と引き換えに、中印両軍が撤退し、緊張状態は解消された。同年後半には、インド軍が前年8月から2月までの間に国境地域の湖上で329の未確認物体の目撃を記録したとの報道があった。そしてインド軍は155回の侵入を記録していた。物体の一部は後に、インド宇宙物理学研究所によって、高い土地での大気の違いで金星と木星が明るく見え、監視ドローンの使用増加と混同されたものと判定された。2013年10月、インドと中国は、実効支配線に沿った警備が武力紛争にエスカレートしないように、国境防衛協力協定に署名した。